# Disporum longistylum
Disporum longistylum är en växtart i släktet Disporum och familjen tidlöseväxter. Den beskrevs av Augustin Abel Hector Léveillé och Eugène Vaniot som Tovaria longistyla 1905, och fick sitt nu gällande namn av Hiroshi Hara 1984.
Arten är en flerårig ört som växer vilt från Tibet till centrala Kina. Den odlas även som prydnadsväxt; flera namnsorter finns.

## Namnsorter
- Disporum longistylum 'Green Giant'[4]
- Disporum longistylum 'Night Heron'[4]